# Лунные ночи
«Лунные ночи» — советский чёрно-белый широкоэкранный художественный фильм 1967 года, снятый режиссёром Юрием Решетниковым на киностудии «Мосфильм», его дипломная работа.
Премьера фильма состоялась 23 февраля 1967 года. Фильм посмотрели 7,2 млн зрителей.

## Сюжет
Саша приезжает на родину, чтобы ухаживать за больным дедом. После его смерти, он решает продолжить борьбу с браконьерами. Ирина, в которую он влюблён, не поддерживает его в этом, считая борьбу бесполезной. Однако, дочь одного из браконьеров, Лида, влюбляется в Сашу и понимает важность его дела. Саша решает не отступать перед злом и бороться с бесправием, несмотря на все препятствия.

## В ролях
- Валентин Грачёв — Саша
- Любовь Корнева — Лида
- Татьяна Конюхова — Ирина
- Пётр Любешкин — Кузьмич
- Валерий Малышев — Семён
- Николай Сергеев — дед Павел Дмитриевич
- Николай Смирнов — Ярчук

## Съёмочная группа
- Режиссёр: Юрий Решетников
- Сценарист: Эфраим Севела
- Операторы: Владимир Захарчук, Михаил Коропцов
- Композитор: Роман Леденёв
- Художники: Пётр Веременко, Наталья Мешкова